# 2. oklepna divizija (ZDA)
2. oklepna divizija (izvirno angleško 2nd Armored Division) je bila oklepna divizija Kopenske vojske ZDA.